# Millionärswahl
Millionärswahl war eine deutsche Castingshow, die von Brainpool und Millionärswahl GmbH in Köln-Mülheim produziert wurde. Während die erste Liveshow und das Halbfinale auf ProSieben und die zweite Liveshow auf Sat.1 übertragen wurde, erfolgte die Übertragung des Finales aufgrund der niedrigen Zuschauerzahlen nur über das Internet, nachdem die Anzahl der Sendungen bereits zuvor deutlich reduziert worden war. Georg Wurth erhielt als Gewinner der Sendung eine Million Euro.

## Ablauf
Auf der Website zur Show konnte man sich von Mitte Oktober bis Mitte November 2013 mit Videos, Fotos oder Texten bewerben. In vier Wahlrunden stimmten die Teilnehmer selbst über die besten 49 Kandidaten ab.
Zunächst war geplant, diese Kandidaten auf sieben Liveshows zu verteilen. Somit wären pro Liveshow sieben Kandidaten aufgetreten, von denen einer in das Finale gewählt worden wäre. Jeder Kandidat sollte durch einen Video-Einspieler vorgestellt werden und die Möglichkeit erhalten, live aufzutreten. Die Liveshows und das Finale sollten vom 9. bis zum 31. Januar 2014 donnerstags auf ProSieben und freitags auf Sat.1 jeweils zur Hauptsendezeit ausgestrahlt werden.
Nach schwachen Zuschauerzahlen der ersten beiden Liveshows wurden die übrigen fünf Liveshows durch eine Halbfinalshow ersetzt, die zudem samstags um 22:45 am Spätabend auf ProSieben ausgestrahlt wurde. Das Finale sollte ebenfalls auf den späten Samstagabend verschoben und auf ProSieben ausgestrahlt werden, wurde jedoch nach abermals schwachen Zuschauerzahlen für das Halbfinale komplett aus dem Fernsehprogramm gestrichen. Die Übertragung erfolgte samstags zur Hauptsendezeit ausschließlich im Internet.

## Voting
Die Voting über Finaleinzug beziehungsweise Showgewinn wurde über je drei verschiedene Wahlgänge getroffen.
1. Das Online-VotingAlle registrierten Teilnehmer auf der Website zur Show haben eine Stimme, die sie einem Kandidaten geben können.
2. Das Zuschauer-VotingAlle Zuschauer können per Telefon, SMS oder Internet für ihren Kandidat voten.
3. Das Live-VotingDie sieben Kandidaten der jeweiligen Show müssen vier Punkte (ab Show 2 nur einen Punkt) an Kandidaten vergeben. Sie dürfen die Punkte frei verteilen, sich jedoch selber keine Punkte geben.
In der ersten Show bekamen zunächst der Erstplatzierte des Online-Votings sieben Punkte, der zweitplatzierte sechs Punkte und so weiter. Im Anschluss wurde dieses Verfahren auch für das Zuschauer-Voting angewandt. Schließlich haben nacheinander die Kandidaten der Show ihre Punkte vergeben, die Reihenfolge wurde dabei ausgelost. Wer aus den drei Votings insgesamt die meisten Punkte bekam, qualifizierte sich für das Finale.
Da dieses System dazu führte, dass der nach Online- und Zuschauer-Voting Letztplatzierte schließlich in das Finale einzog, wurde das Votingsystem bereits zur zweiten Ausgabe überarbeitet: Jeder Kandidat konnte von nun an nur noch einen Punkt vergeben, wobei diese Abstimmung vor der Punktevergabe der anderen beiden Votings stattfand. Außerdem erhielten die Kandidaten durch das Zuschauervoting nun die doppelte Punktzahl.
Weil durch Anwendung der neuen Gewichtung in der ersten Show Ralf Zanders gewonnen hätte, wurde ihm ein zusätzlicher Startplatz im Finale angeboten, den er jedoch ablehnte. Außerdem wurde ihm zugesagt, dass ProSieben/Sat.1 ihm den fehlenden Betrag zahlen würde, falls durch Spenden nicht genug Geld für eine Anpassung des Badezimmers seiner Nichte Neele an ihre Behinderung zusammenkäme.

## 1. Liveshow
Die erste Liveshow fand am 9. Januar 2014 auf ProSieben statt.
| Platz | Kandidat           | Alter | Herkunft         | Talent / Präsentation / Projekt | Punkte (Onlinevoting) | Punkte (Zuschauervoting) | Punkte (Livevoting) | Punkte (Gesamt) |
| ----- | ------------------ | ----- | ---------------- | ------------------------------- | --------------------- | ------------------------ | ------------------- | --------------- |
| 1.    | Benedikt Mordstein | 20    | Freising         | Breakdance                      | 1                     | 2                        | 14                  | 17              |
| 2.    | Ralf Zanders       | 36    | Kerken           | Alles für Patenkind Neele       | 7                     | 7                        | 2                   | 16              |
| 3.    | Die Beast Brothers | 19/20 | Schöppingen      | Calisthenics                    | 4                     | 4                        | 3                   | 11              |
| 3.    | Sava Pasic         | 45    | Duisburg         | verschenkt Geld an seine Wähler | 6                     | 5                        | 0                   | 11              |
| 5.    | Daniel Moesl       | 25    | Lans, Österreich | Freedropper                     | 3                     | 6                        | 1                   | 10              |
| 5.    | GIFT               | 70    | Augsburg         | Comeback mit 70                 | 2                     | 1                        | 7                   | 10              |
| 7.    | Jan und Gianna     | 33/26 | Hennef           | 61 Minuten Sex                  | 5                     | 3                        | 1                   | 9               |

## 2. Liveshow
Die zweite Liveshow fand am 10. Januar 2014 auf Sat.1 statt. Am 9. Januar 2014 wurde bekannt, dass der Kandidat David Lebuser bei den Proben zur Show verunglückt ist und sich dabei den Unterarm brach. Er nahm trotzdem an der Liveshow teil, seine Präsentation beschränkte sich jedoch auf Video-Einspieler.
| Platz | Kandidat      | Alter | Herkunft    | Talent / Präsentation / Projekt                        | Punkte (Livevoting) | Punkte (Onlinevoting) | Punkte (Zuschauervoting) | Punkte (Gesamt) |
| ----- | ------------- | ----- | ----------- | ------------------------------------------------------ | ------------------- | --------------------- | ------------------------ | --------------- |
| 1.    | Georg Wurth   | 41    | Berlin      | Einsetzen für die Legalisierung von Cannabis           | 1                   | 7                     | 14                       | 22              |
| 2.    | NosTeraFu     | 22    | Thüringen   | Action-Street-Comedian unterhält mit Pranks und Stunts | 2                   | 6                     | 12                       | 20              |
| 3.    | David Lebuser | 27    | Dortmund    | Chair-Skating                                          | 1                   | 5                     | 10                       | 16              |
| 4.    | Aylin Yaren   | 24    | Cloppenburg | Fußball-Freestyle                                      | 1                   | 4                     | 08                       | 13              |
| 5.    | Oliver Kuppek | 17    | Boppard     | spielt sein eigenes Hintergrundorchester               | 1                   | 3                     | 06                       | 10              |
| 6.    | Stefan Bengs  | 27    | Bestensee   | Freestyle Motocross                                    | 1                   | 1                     | 04                       | 06              |
| 7.    | Movision      | 24    | Berlin      | Tricking, Akrobatik und Kampfsportelementen            | 0                   | 2                     | 02                       | 04              |

## Halbfinale
Das Halbfinale wurde am 18. Januar 2014 um 22:45 Uhr auf ProSieben und damit in direkter Konkurrenz zur üblicherweise quotenstarken RTL-Show Ich bin ein Star – Holt mich hier raus! ausgestrahlt. In der Liveshow wurden die übrigen 35 Kandidaten in den schon produzierten Einspielern vorgestellt. Sie wurden dabei in fünf Entscheidungsrunden eingeteilt. Nach den Vorstellungen von sieben Kandidaten hatten die Zuschauer und das Web die Chance, ihre Lieblinge ins Finale zu wählen. Aufgrund der fehlenden Livedarbietungen entfiel auch das Livevoting der Kandidaten.

### Übersicht
| Entscheidungsrunde | Entscheidungsrunde  | Entscheidungsrunde      | Entscheidungsrunde    | Entscheidungsrunde |
| 1                  | 2                   | 3                       | 4                     | 5                  |
| ------------------ | ------------------- | ----------------------- | --------------------- | ------------------ |
| Michael Fritz      | Richard Lai         | Knallfrosch Elektro     | EOS-System            | Chris Böhm         |
| Adisa Toure        | 4Tune               | Seniorendorf Himmelblau | Jan Ebbert            | EES                |
| HenTrixXer         | Amadou Yombo Diallo | Timothy Wegner          | Not_Me                | Korallen-Wächter   |
| FateFusion         | Sascha Pazdera      | Nekros                  | Raffael Armbruster    | L-Cubano           |
| Nils Schulz        | Rettet das Atomic   | Stephan Gerick          | Markus & Samuel       | Mr. Hayabusa       |
| Junior Rebels      | Selected            | Ivana Ivanovich         | Isabelle Zacher-Finet | Regenbogen e. V.   |
| Pink Panter        | Onur Romanci        | Capoeira Gerais         | COMPLEX CREW          | Johann Beurich     |

### 1. Entscheidungsrunde
| Platz | Kandidat      | Alter | Herkunft          | Talent / Präsentation / Projekt                               | Punkte (Onlinevoting) | Punkte (Zuschauervoting) | Punkte (Gesamt) |
| ----- | ------------- | ----- | ----------------- | ------------------------------------------------------------- | --------------------- | ------------------------ | --------------- |
| 1.    | Michael Fritz | 30    | Hamburg           | Sauberes Trinkwasser für Entwicklungsländer mit Viva con Agua | 7                     | 14                       | 21              |
| 2.    | FateFusion    | 21/30 | Wunstorf/Hannover | Rollstuhlakrobatik                                            | 4                     | 12                       | 16              |
| 2.    | Pink Panter   |       | Berlin            |                                                               | 6                     | 10                       | 16              |
| 4.    | Junior Rebels |       |                   |                                                               | 3                     | 08                       | 11              |
| 4.    | Nils Schulz   |       |                   |                                                               | 5                     | 06                       | 11              |
| 6.    | HenTrixXer    |       |                   |                                                               | 2                     | 04                       | 06              |
| 7.    | Adisa Touré   | 15    | Bonn              | Sängerin, Spende und Musikprojekte für benachteiligte Kinder  | 1                     | 02                       | 03              |

### 2. Entscheidungsrunde
In der zweiten Entscheidungsrunde wurde zunächst Onur Romanci als Sieger verkündet. Am Ende der Sendung wurde jedoch bekannt gegeben, dass die Punkte des Zuschauervotings falsch eingeblendet worden wären und dass die folgende, korrekte Reihenfolge gültig sei.
| Platz | Kandidat               | Alter | Herkunft | Talent / Präsentation / Projekt        | Punkte (Onlinevoting) | Punkte (Zuschauervoting) | Punkte (Gesamt) |
| ----- | ---------------------- | ----- | -------- | -------------------------------------- | --------------------- | ------------------------ | --------------- |
| 1.    | Amadou Yombo Diallo    | 52    |          | Schulen und Krankenstationen in Guinea | 7                     | 14                       | 21              |
| 2.    | 4Tune                  |       | Hamburg  |                                        | 6                     | 10                       | 16              |
| 3.    | Selected               |       |          |                                        | 2                     | 12                       | 14              |
| 4.    | Richard Lai            |       |          |                                        | 5                     | 8                        | 13              |
| 5.    | Rettet das Atomic Café |       |          |                                        | 4                     | 06                       | 10              |
| 6.    | Sascha Pazdera         |       |          |                                        | 1                     | 04                       | 05              |
| 6.    | Onur Romanci           |       |          |                                        | 3                     | 02                       | 05              |

### 3. Entscheidungsrunde
| Platz | Kandidat                                          | Alter | Herkunft             | Talent / Präsentation / Projekt                                               | Punkte (Onlinevoting) | Punkte (Zuschauervoting) | Punkte (Gesamt) |
| ----- | ------------------------------------------------- | ----- | -------------------- | ----------------------------------------------------------------------------- | --------------------- | ------------------------ | --------------- |
| 1.    | Knallfrosch Elektro                               | 29    | Aurich               | Band, Aufteilung des Geldes u. a. auf Tournee, Verlosung und guten Zweck      | 6                     | 14                       | 20              |
| 2.    | William Douglas Guimaraes                         |       |                      |                                                                               | 4                     | 12                       | 16              |
| 3.    | Ivana Ivanovich                                   | 34    | Düsseldorf           | Musikerin und Bäckerin, Aufteilung des Geldes u. a. für benachteiligte Kinder | 7                     | 04                       | 11              |
| 3.    | Stephan Gerick                                    |       |                      |                                                                               | 1                     | 10                       | 11              |
| 3.    | Timothy Wegner                                    |       |                      |                                                                               | 5                     | 06                       | 11              |
| 6.    | Seniorendorf Himmelblau                           |       | Neustadt in Holstein | Aufteilung des Geldes u. a. für ein Grundstück, Startkapital und guten Zweck. | 2                     | 08                       | 10              |
| 7.    | Nekros (Christopher Kockerols & Cai Oliver Thier) | 20/21 | Bad Münstereifel     | Filmemacher, Investition in eigenes Studio                                    | 3                     | 02                       | 05              |

### 4. Entscheidungsrunde
In der vierten Entscheidungsrunde erreichten sowohl die Complex Crew als auch das EOS-System 19 Punkte. Aufgrund der höheren Anzahl der Punkte aus dem Zuschauervoting zieht die Complex Crew in das Finale ein.
| Platz | Kandidat             | Alter | Herkunft               | Talent / Präsentation / Projekt    | Punkte (Onlinevoting) | Punkte (Zuschauervoting) | Punkte (Gesamt) |
| ----- | -------------------- | ----- | ---------------------- | ---------------------------------- | --------------------- | ------------------------ | --------------- |
| 1.    | Complex Crew         | 22    | Münster                | Tanzen                             | 5                     | 14                       | 19              |
| 2.    | EOS-System           | 27    | Villingen-Schwenningen | System zur Verbrechensverhinderung | 7                     | 12                       | 19              |
| 3.    | Isabell Zacher-Finet |       |                        |                                    | 6                     | 10                       | 16              |
| 4.    | not_me               |       |                        |                                    | 4                     | 08                       | 12              |
| 5.    | Jan Ebbert           |       |                        |                                    | 2                     | 06                       | 08              |
| 6.    | Markus & Samuel      |       |                        |                                    | 3                     | 04                       | 07              |
| 7.    | Raffael Armbruster   |       |                        |                                    | 1                     | 02                       | 03              |

### 5. Entscheidungsrunde
| Platz | Kandidat                    | Alter | Herkunft   | Talent / Präsentation / Projekt         | Punkte (Onlinevoting) | Punkte (Zuschauervoting) | Punkte (Gesamt) |
| ----- | --------------------------- | ----- | ---------- | --------------------------------------- | --------------------- | ------------------------ | --------------- |
| 1.    | EES                         | 30    | Köln       | Musiker, Geld für soziale Hilfsprojekte | 5                     | 14                       | 19              |
| 2.    | Mr. Hayabusa (Elmar Geulen) | 56    | Euskirchen | Weltrekord mit dem Motorrad             | 3                     | 12                       | 15              |
| 2.    | Die Korallen-Wächter        | 44    |            | Korallen-Schutz-Projekte                | 7                     | 08                       | 15              |
| 4.    | Chris Böhm                  | 30    |            | BMX-Schule                              | 4                     | 10                       | 14              |
| 5.    | „Regenbogen“ e. V.          | 45    |            | Soziales Engagement                     | 6                     | 06                       | 12              |
| 6.    | L-Cubano                    | 25    | Berlin     | Charity-Konzert                         | 1                     | 04                       | 05              |
| 7.    | Johann Beurich              | 20    |            | YouTube-Videos                          | 2                     | 02                       | 04              |

## Finale
Die Finalsendung wurde nicht mehr im Fernsehen gezeigt. Sie war am 25. Januar 2014 ab 20:15 Uhr auf www.connect.prosieben.de als Livestream zu sehen.
Sieger wurde Georg Wurth, der wie Michael Fritz insgesamt 20 Punkte erhielt, jedoch mehr Punkte durch das Zuschauer-Voting erlangte.
| Platz | Kandidat            | Alter | Herkunft | Talent / Präsentation / Projekt                                          | Punkte (Livevoting) | Punkte (Onlinevoting) | Punkte (Zuschauervoting) | Punkte (Gesamt) |
| ----- | ------------------- | ----- | -------- | ------------------------------------------------------------------------ | ------------------- | --------------------- | ------------------------ | --------------- |
| 1.    | Georg Wurth         | 41    | Berlin   | Einsetzen für die Legalisierung von Cannabis                             | 0                   | 6                     | 14                       | 20              |
| 2.    | Michael Fritz       | 30    | Hamburg  | Sauberes Trinkwasser für Entwicklungsländer mit Viva con Agua            | 1                   | 7                     | 12                       | 20              |
| 3.    | Amadou Yombo Diallo | 52    |          | Schulen und Krankenstationen in Guinea                                   | 3                   | 4                     | 10                       | 17              |
| 4.    | Knallfrosch Elektro | 29    | Aurich   | Band, Aufteilung des Geldes u. a. auf Tournee, Verlosung und guten Zweck | 0                   | 3                     | 08                       | 11              |
| 5.    | EES                 | 30    | Köln     | Musiker, Geld für soziale Hilfsprojekte                                  | 1                   | 5                     | 04                       | 10              |
| 6.    | Complex Crew        | 22    | Münster  | Tanzen                                                                   | 1                   | 2                     | 06                       | 09              |
| 7.    | Benedikt Mordstein  | 20    | Freising | Breakdance                                                               | 1                   | 1                     | 02                       | 04              |

## Rezeption

### Kritik
Nach der ersten Ausgabe erhielt die Show hauptsächlich negative Kritik. Vor allem das fragwürdige Votingsystem wurde stark kritisiert.
Matthias Kohlmaier lobte auf Süddeutsche.de den „spannende[n] Ansatz“ und bescheinigte den Sendern einen „mutige[n] Versuch“, der jedoch „armselig gescheitert“ sei. Die Kandidaten seien uninteressant und die Inszenierung „lahm und langweilig“ gewesen. Der größte Kritikpunkt war das Votingsystem, das Kohlmaier als „riesengroße Verarsche am Zuschauer“ bezeichnete.
Auch Manuel Nunez Sanchez lobte auf Quotenmeter.de die Idee als „mutige[n] und lobenswerte[n] Versuch“, konnte sich mit der Umsetzung jedoch nicht anfreunden. Abgesehen von der „gelungenen Doppelmoderation“ habe es nichts Positives an der Show gegeben. Die Kandidatenauswahl könne er sich nur mit einem kompletten Aussetzer der „Weisheit der Vielen“ oder einem im Durchschnitt so „mies[en]“ Bewerberfeld erklären, dass die „hier gezeigten tatsächlich bereits die Speerspitze des Zumutbaren waren“. Das Schweigen und die Buh-Rufe des Publikums nach dem Live-Voting kommentierte Sanchez als „symptomatisch für eine Show, bei der so ziemlich alles schief ging, was hätte schief gehen können“.
Thomas Lückerath vom Medienmagazin DWDL.de meinte, dass in der Show „jedoch schnell die Luft raus“ war. Außerdem finde er es schade, dass man „im deutschen Fernsehen am Ende das Scheitern einer Showidee live verfolgen“ konnte und er die „Idee einer Social Show mit eigener Web-Community als Castingplattform“ gar nicht schlecht fand.
Die zweite Ausgabe wurde ähnlich negativ bewertet. Suria Reiche bezeichnete die Show auf express.de als „missratene[s] Experiment[,] das Seinesgleichen sucht“. Sie kritisierte die mangelnde Fernsehtauglichkeit der Kandidaten und die Moderatoren, die gewirkt hätten, als wären sie „gerade aus dem Bett direkt vor die Kamera gefallen“.
Auch die Rezension in der WAZ bemängelte die Qualität der Moderation, die sie durch den Druck, der aufgrund der missglückten Premiere auf den Moderatoren lastete, erklärte: „Falsche Kandidaten, Einspieler und Aktionen wurden angekündigt, das Telefonrätsel mit falschen Antworten vorgelesen. Immer wieder berichtigten sich Elton und seine Kollegin Jeannine Michaelsen gegenseitig.“

### Einschaltquoten
Die erste Liveshow erreichte in der Zielgruppe der 14- bis 49-jährigen Zuschauer einen Marktanteil von 10,7 % und lag damit leicht unter dem Senderschnitt von ProSieben. Die zweite Liveshow erreichte mit 5,6 % Marktanteil in dieser Gruppe noch deutlich niedrigere Quoten. Das Halbfinale erreichte zu späterer Sendezeit noch niedrigere Quoten, in der Zielgruppe betrug der Marktanteil 3,0 %. Insgesamt erreichte die Sendung 310.000 Zuschauer und kam damit nur auf den 256. Platz der Tagescharts der an dem Tag ausgestrahlten Sendungen.
| Ausgabe     | Datum         | Sendeplatz | Sender    | Zuschauer | Zuschauer       | Marktanteil | Marktanteil     | Quelle |
| Ausgabe     | Datum         | Sendeplatz | Sender    | Gesamt    | 14 bis 49 Jahre | Gesamt      | 14 bis 49 Jahre | Quelle |
| ----------- | ------------- | ---------- | --------- | --------- | --------------- | ----------- | --------------- | ------ |
| 1. Liveshow | 9. Jan. 2014  | Do., 20:15 | ProSieben | 1,89 Mio. | 1,21 Mio.       | 6,3 %       | 10,7 %          | [ 18 ] |
| 2. Liveshow | 10. Jan. 2014 | Fr., 20:15 | Sat.1     | 0,98 Mio. | 0,62 Mio.       | 3,2 %       | 05,6 %          | [ 19 ] |
| Halbfinale  | 18. Jan. 2014 | Sa., 22:45 | ProSieben | 0,31 Mio. | 0,21 Mio.       | 1,9 %       | 03,0 %          | [ 21 ] |